# Gasteracantha clavigera
Gasteracantha clavigera är en spindelart som beskrevs av Christoph Gottfried Andreas Giebel 1863. Gasteracantha clavigera ingår i släktet Gasteracantha och familjen hjulspindlar. Inga underarter finns listade i Catalogue of Life.